# Seneferu
Seneferu (s n f r w) fue el primer faraón de la dinastía IV, perteneciente al Imperio Antiguo de Egipto. Gobernó de ca. 2613 a 2584 a. C. También es conocido como Esnefru, Snefru, Sneferut o Snofru.
Es denominado Seneferu en la Lista Real de Abidos y la Lista Real de Saqqara. En el Canon de Turín se indica que Senefer (snfr) gobernó 24 años. Manetón lo llamó Soris, según Sexto Julio Africano en la versión de Jorge Sincelo, y comenta que reinó 29 años. Heródoto lo llamó Rampsinitos.
Posiblemente procediera del Egipto Medio y fuese hijo de su antecesor Huny. Su esposa principal fue Hetepheres I, la madre de Jufu (Keops).
En la "Piedra de Palermo" se recogen sus campañas militares contra Nubia y Libia, efectuadas para asegurar las fronteras del reino.

## Construcciones

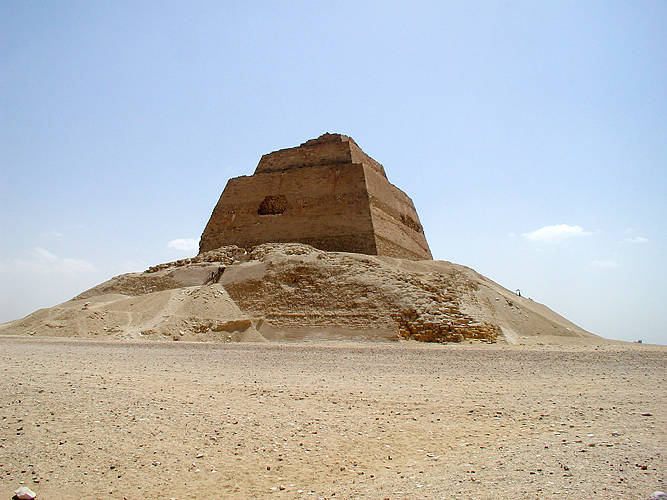
Pirámide de Meidum.

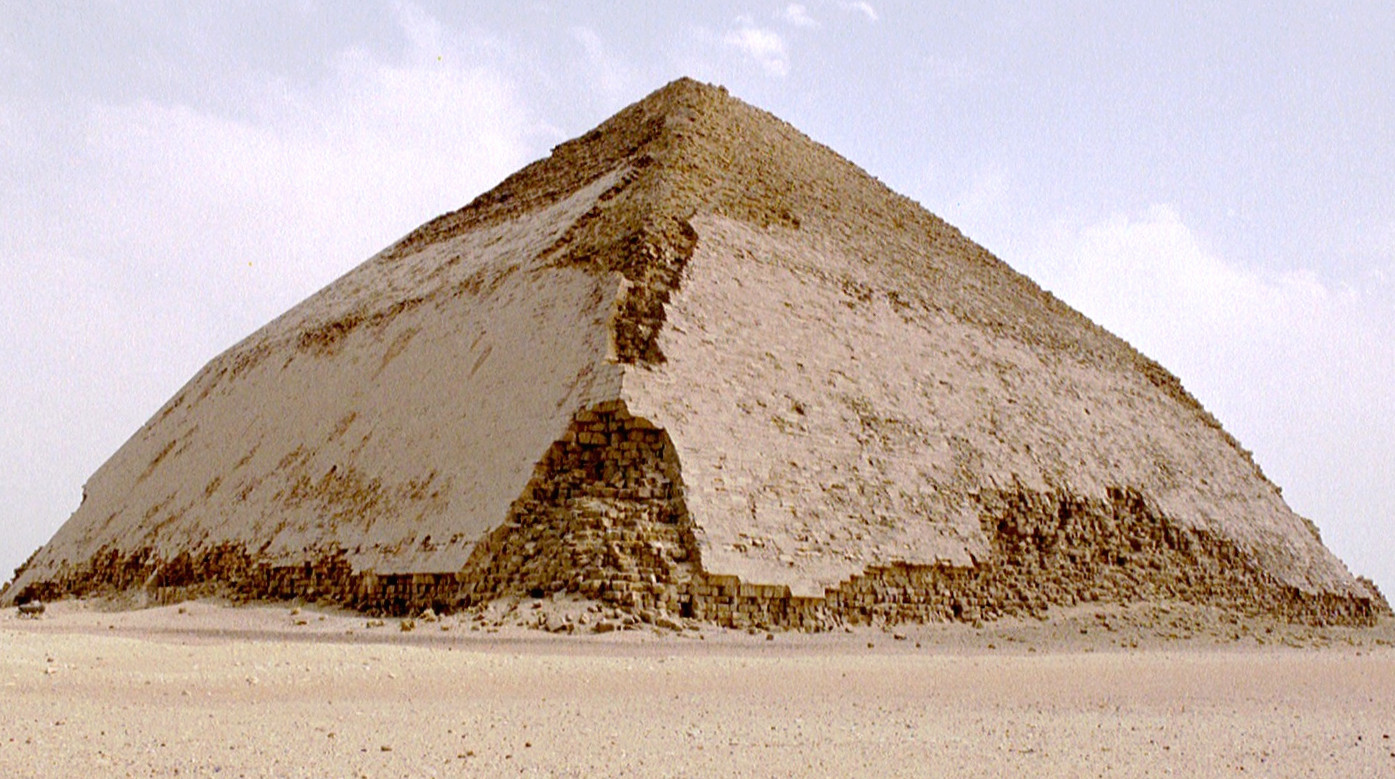
Pirámide Acodada en Dahshur.

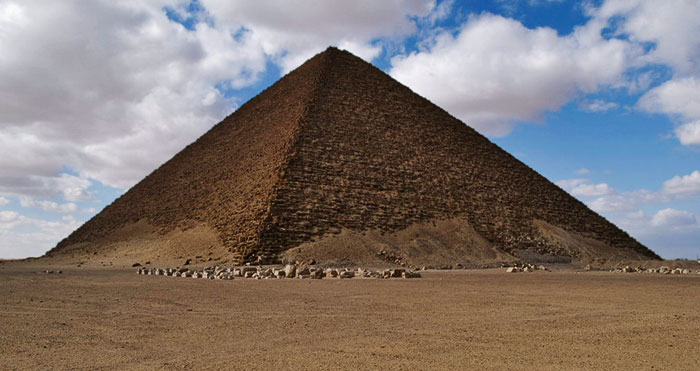
Pirámide Roja en Dahshur.

Durante el reinado de Seneferu la construcción de las tumbas reales sufrió cambios importantes. Se introdujo la separación en templo, acceso y lugar de culto. 
La pirámide de Meidum, probablemente fue comenzada por Huny y terminada por Seneferu. Medía 146 m x 146 m con una altura de 92 m y se diseñó inicialmente como pirámide escalonada o mastaba de ocho gradas. Posteriormente se completaron los espacios entre las gradas con bloques de piedra para darle forma de pirámide, dando lugar a la primera pirámide "clásica" monumental. La cámara funeraria, por primera vez no se halla en la roca, bajo la pirámide, sino en la propia construcción.
En Dahshur ordenó erigir dos pirámides de unos cien metros de altura: la Pirámide acodada, construida con ocho caras laterales (cuatro triangulares y cuatro trapezoidales), y una segunda, la Pirámide Roja, con forma de pirámide clásica.
Ahmed Fakhry, propuso en los años 1950 la teoría de que la Pirámide acodada fue abandonada por fisuras durante la construcción, sin ningún fundamento, pues la pirámide fue concluida, pudiendo ser visitada en la actualidad. Además Seneferu ordenó erigir otra segunda pirámide a unos cientos de metros, la Pirámide Roja, siendo lógico que hubiera utilizado para su construcción los miles de bloques inservibles de la anterior, práctica habitual en la historia de Egipto. El razonamiento se fundamenta en la incapacidad de admitir que un faraón erigiera más de una pirámide, pues muchos eruditos consideran que estas eran simples tumbas monumentales, sin otras funciones.

## Testimonios de su época
Se le adjudican tres grandes pirámides, una en Meidum y dos en Dahshur
Es citado en:
- La Piedra de Palermo, mencionando campañas contra Nubia y Libia
- Inscripciones, en Uadi Maghara, Sinaí (Sethe; Gardiner/Peet/Cerný)
- Inscripción con su nombre, encontrada en Meidum (Museo de El Cairo)
- Impresión de sello, en Hieracómpolis (Quibell/Green)
- Herramienta del metal con el nombre del rey (comprada en Guiza) (Petrie/Mackay/Wainwright)

La composición literaria conocida como La Profecía de Neferty, se data durante su reinado.

## Titulatura
| Titulatura | Jeroglífico | Transliteración (transcripción) - traducción - (referencias) |

| G5 |

| G5 |

| V30 | U1 | Aa11 · X1 |

| V30 | U1 | Aa11 · X1 |

| V30 | U1 | Aa11 · X1 |

| V30 | U1 | Aa11 · X1 |

| G5 |

| G5 |

| V30 | U1 | Aa11 · X1 |

| V30 | U1 | Aa11 · X1 |

| V30 | U1 | Aa11 · X1 |

| V30 | U1 | Aa11 · X1 |

| G16 |

| G16 |

| V30 | U1 | Aa11 · X1 |

| V30 | U1 | Aa11 · X1 |

| G16 |

| G16 |

| V30 | U1 | Aa11 · X1 |

| V30 | U1 | Aa11 · X1 |

| G8 |

| G8 |

|  |

| G8 |

| G8 |

|  |

| s | F35 | G43 |

| s | F35 | G43 |

| s | F35 | G43 |

| s | F35 | G43 |

| s | F35 | G43 |

| s | F35 | G43 |

| s | F35 | G43 |

| s | F35 | G43 |

| s | F35 | G43 |

| s | F35 | G43 |

| s | F35 | G43 |

| s | F35 | G43 |

| s | F35 | G43 |

| s | F35 | G43 |

| s | F35 | G43 |

| s | F35 | G43 |

| s | F35 | I9 · D21 | G43 |

| s | F35 | I9 · D21 | G43 |

| s | F35 | I9 · D21 | G43 |

| s | F35 | I9 · D21 | G43 |

| s | F35 | I9 · D21 | G43 |

| s | F35 | I9 · D21 | G43 |

| s | F35 | I9 · D21 | G43 |

| s | F35 | I9 · D21 | G43 |

| s | F35 | I9 · D21 | G43 |

| s | F35 | I9 · D21 | G43 |

| s | F35 | I9 · D21 | G43 |

| s | F35 | I9 · D21 | G43 |

| s | F35 | I9 · D21 | G43 |

| s | F35 | I9 · D21 | G43 |

| s | F35 | I9 · D21 | G43 |

| s | F35 | I9 · D21 | G43 |

| s | F35 | I9 · D21 |

| s | F35 | I9 · D21 |

| s | F35 | I9 · D21 |

| s | F35 | I9 · D21 |

| s | F35 | I9 · D21 |

| s | F35 | I9 · D21 |

| s | F35 | I9 · D21 |

| s | F35 | I9 · D21 |

| s | F35 | I9 · D21 |

| s | F35 | I9 · D21 |

| s | F35 | I9 · D21 |

| s | F35 | I9 · D21 |

| s | F35 | I9 · D21 |

| s | F35 | I9 · D21 |

| s | F35 | I9 · D21 |

| s | F35 | I9 · D21 |